# Vladimir Matović
Vladimir Matović (serbisch-kyrillisch Владимир Матовић; * 30. Juni 1976 in der SFR Jugoslawien; † 23. März 2025) war ein serbischer Handballspieler.

## Karriere

### Verein
Der 2,01 m große Kreisläufer lernte das Handballspielen in der Jugend des RK Kolubara. Mit dem RK Partizan Belgrad wurde er 1999 und 2002 jugoslawischer Meister sowie 2001 Pokalsieger. Im Sommer 2002 wechselte er nach Slowenien zu Prule 67 Ljubljana, mit dem er in der EHF Champions League 2002/03 das Halbfinale erreichte. Nach zwei Jahren kehrte er zu Partizan zurück. In der Saison 2005/06 lief er wieder in Slowenien für den RK Gold Club Kozina auf.

### Nationalmannschaft
Mit der Nationalmannschaft der Bundesrepublik Jugoslawien nahm Vladimir Matović am Supercup 1998 (4. Platz) und an den Mittelmeerspielen 2001 (5. Platz) teil.